# هنري لوتي
هنري لوتي (بالفرنسية: Henri Lhote)‏‏ (16 مايو 1903 في باريس - 26 مارس 1991 ) مستكشف، وعالم إنسان، وعالم آثار فرنسي.